# Percy Pilcher

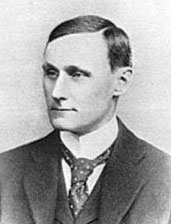
Percy Sinclair Pilcher

Percy Sinclair Pilcher (16 stycznia 1866, Bath - 2 października 1899) – brytyjski wynalazca i pionier lotnictwa. Jako pierwszy zastosował podwozie kołowe dla szybowca i start holowany (siłą napędową były konie).